# United Soccer Association
La United Soccer Association (USA) fue una liga de fútbol profesional entre equipos de Estados Unidos y Canadá. Todos los equipos que participaron en ella eran franquicias basadas y controladas por clubes de Europa y Sudamérica. 
El campeonato solo se celebró durante una temporada, en el año 1967, ya que al año siguiente se fusionó con la National Professional Soccer League para formar la North American Soccer League.

## Historia
En 1966 un grupo de empresarios norteamericanos relacionados con el deporte, liderados por el dueño de Los Angeles Lakers, Jack Kent Cooke, forman un consorcio conocido como North American Soccer League. Su intención era formar una liga profesional de fútbol en Estados Unidos, y dicho grupo fue reconocido tanto por la Federación de Fútbol de los Estados Unidos como por la FIFA. Sin embargo, surge otro campeonato paralelo, la National Professional Soccer League.
Para evitar perder terreno con la NPSL, los propietarios optan por importar equipos procedentes de Europa y Sudamérica, que crearían franquicias de los clubes tradicionales en diferentes ciudades estadounidenses. Este campeonato se conoció como United Soccer Association (USA). En un principio los jugadores procedían de los equipos originales, hasta que en la siguiente temporada pudieran reforzar sus plantillas con jugadores estadounidenses.
La nueva liga comenzó el 28 de mayo de 1967, con buenos datos de asistencia a los campos y un récord de 34.965 espectadores en Houston, Texas. Pero poco a poco los aficionados pierden el interés, y la media de asistencia a los campos baja a los 7.980 seguidores por encuentro. El campeonato contó con una fase de grupos y un playoff final que decidiría el vencedor. El partido final, entre Los Angeles Wolves y Washington Whips, reunió a 17.824 personas en Los Ángeles y se salda con una victoria de los californianos por 6-5, tras 36 minutos de prórroga.
En diciembre de 1967 la liga USA se une con la NPSL para formar la North American Soccer League. La gran mayoría de franquicias participantes en el anterior campeonato desaparecen, mientras que otras como Los Angeles Wolves o Dallas Tornado continúan unos años más en el nuevo torneo. La idea de "equipos importados" vuelve en 1969, cuando equipos como el Aston Villa o Wolverhampton Wolves presentan a Atlanta Chiefs y Kansas City Spurs respectivamente.

## Equipos participantes
| Franquicia                      | Equipo original         | Estadio                       | Propietario                                    |
| ------------------------------- | ----------------------- | ----------------------------- | ---------------------------------------------- |
| Boston Rovers                   | Shamrock Rovers         | Manning Bowl                  | Weston Adams (Boston Bruins)                   |
| Chicago Mustangs                | Cagliari                | Comiskey Park                 | Arthur Allyn Jr. (Chicago White Sox)           |
| Cleveland Stokers               | Stoke City              | Cleveland Stadium             | Vernon Stouffer, Gabe Paul (Cleveland Indians) |
| Dallas Tornado                  | Dundee United           | Cotton Bowl                   | Lamar Hunt (Kansas City Chiefs)                |
| Detroit Cougars                 | Glentoran               | Tiger Stadium                 | William Clay Ford (Detroit Lions)              |
| Houston Stars                   | Bangu AC                | Astrodome                     | Judge Roy Hofheinz (Houston Astros)            |
| Los Angeles Wolves              | Wolverhampton Wanderers | Los Angeles Memorial Coliseum | Jack Kent Cooke (Los Angeles Lakers y Kings)   |
| New York Skyliners              | C.A. Cerro              | Yankee Stadium                | Madison Square Garden Corporation              |
| San Francisco Golden Gate Gales | ADO Den Haag            | Kezar Stadium                 | George Fleharty (Ice Follies)                  |
| Toronto City                    | Hibernian               | Varsity Stadium               | Steve Stavro                                   |
| Vancouver Royal Canadians       | Sunderland              | Empire Stadium                | General E.G. Eakins                            |
| Washington Whips                | Aberdeen                | D.C. Stadium                  | Earl Foreman                                   |

## Tabla de posiciones
El sistema de puntuación era el mismo que el empleado en las ligas FIFA de la época: 2 puntos por victoria, y 1 por empate. El perdedor no recibe ningún punto.

### Conferencia Este
| Pos. | Equipos            | PJ | G | E | P | GF | GC | Dif. | Pts. |
| ---- | ------------------ | -- | - | - | - | -- | -- | ---- | ---- |
| 1    | Washington Whips   | 12 | 5 | 5 | 2 | 19 | 11 | +7   | 15   |
| 2    | Cleveland Stokers  | 12 | 5 | 4 | 3 | 19 | 13 | +6   | 14   |
| 3    | Toronto City       | 12 | 4 | 5 | 3 | 23 | 17 | +6   | 13   |
| 4    | Detroit Cougars    | 12 | 3 | 6 | 3 | 11 | 18 | -7   | 12   |
| 5    | New York Skyliners | 12 | 2 | 6 | 4 | 15 | 17 | -2   | 10   |
| 6    | Boston Rovers      | 12 | 2 | 3 | 7 | 12 | 26 | -14  | 07   |

     Clasifica a la final.

### Conferencia Oeste
| Pos. | Equipos            | PJ | G | E | P | GF | GC | Dif. | Pts. |
| ---- | ------------------ | -- | - | - | - | -- | -- | ---- | ---- |
| 1    | Los Angeles Wolves | 12 | 5 | 5 | 2 | 21 | 14 | +7   | 15   |
| 2    | San Francisco      | 12 | 5 | 3 | 4 | 25 | 19 | +6   | 13   |
| 3    | Chicago Mustangs   | 12 | 3 | 7 | 2 | 24 | 5  | +6   | 13   |
| 4    | Houston Stars      | 12 | 4 | 4 | 4 | 19 | 18 | +1   | 12   |
| 5    | Vancouver Royals   | 12 | 3 | 5 | 4 | 20 | 28 | -8   | 11   |
| 6    | Dallas Tornado     | 12 | 3 | 3 | 6 | 14 | 23 | -9   | 9    |

     Clasifica a la final.

## Final
| 14 de julio de 1967 | Los Angeles Wolves                                                   | 6:5 (4:4, 1:1) | Washington Whips                             | Los Angeles Memorial Coliseum, Los Ángeles, California   |                                                          |
|                     | Knowles 3' · Burnside 65' 67' 82' · Dougan 113' · Shewan 122' (a.g.) |                | Smith 21' · Munro 64' 89' 120' · Storrie 66' | Asistencia: 17.842 espectadores Árbitro(s): Dick Giebner | Asistencia: 17.842 espectadores Árbitro(s): Dick Giebner |

| Bandera de Estados Unidos  |
| Campeón Los Angeles Wolves |

## Goleadores
| Jugador            | Equipo            | Goles | Puntos |
| ------------------ | ----------------- | ----- | ------ |
| Roberto Boninsegna | Chicago Mustangs  | 11    | 23     |
| Henk Houwaart      | San Francisco     | 9     | 20     |
| Paulo Borges       | Houston Stars     | 6     | 15     |
| Peter Dobing       | Cleveland Stokers | 7     | 14     |

## Premios

### Reconocimientos individuales
- Entrenador del año

 Ronnie Allen (Los Angeles Wolves)